# 杜爾加布爾

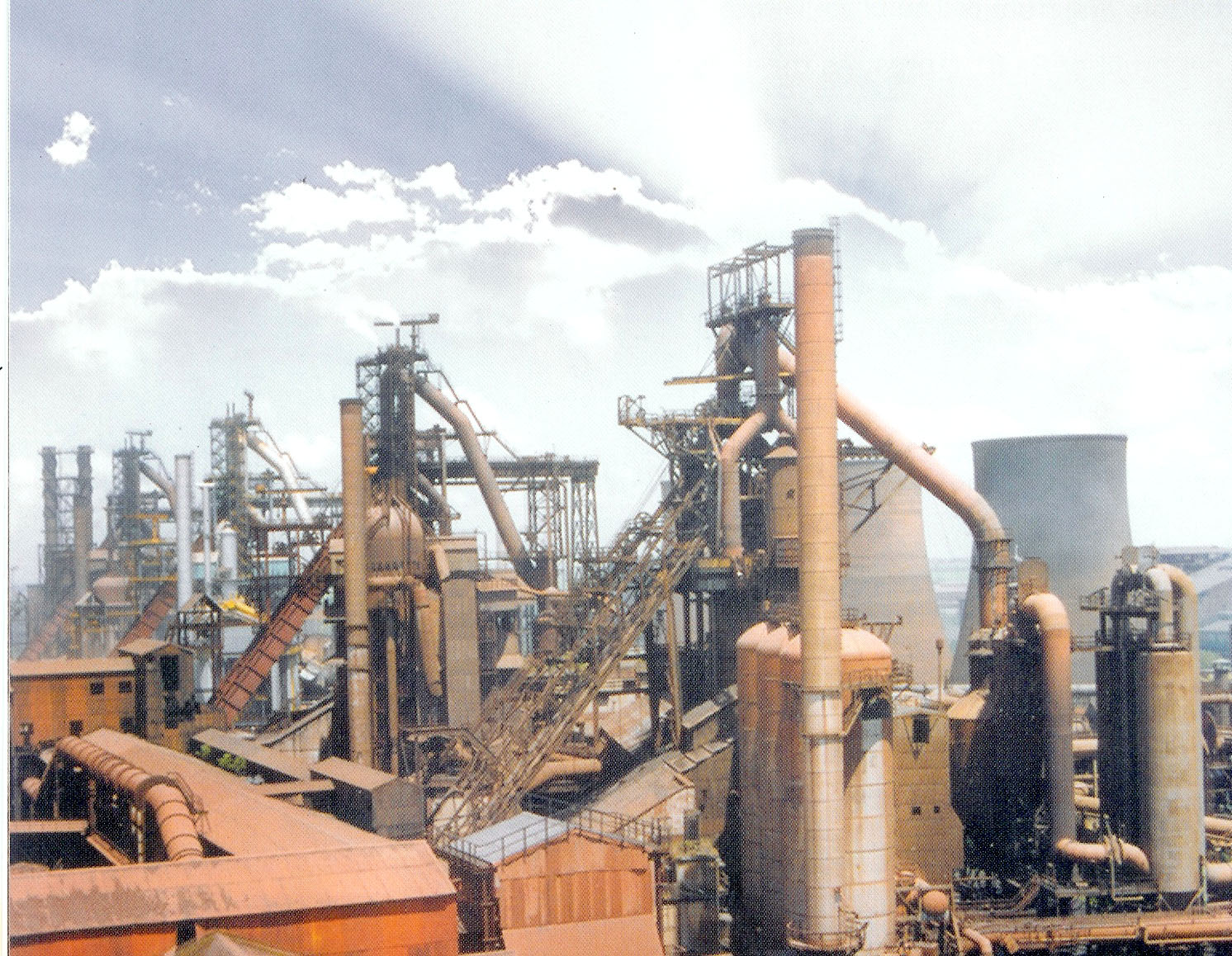

杜爾加布爾是印度的城市，由西孟加拉邦負責管轄，位於該國東北部，距離加爾各答160公里，面積154平方公里，海拔高度65米，每年平均降雨量1,479毫米，2011年人口566,937。

## 外部連結
- Durgapur Abosar A NGO of Durgapur
- Bardhaman district official site